# Vogtlandkreis

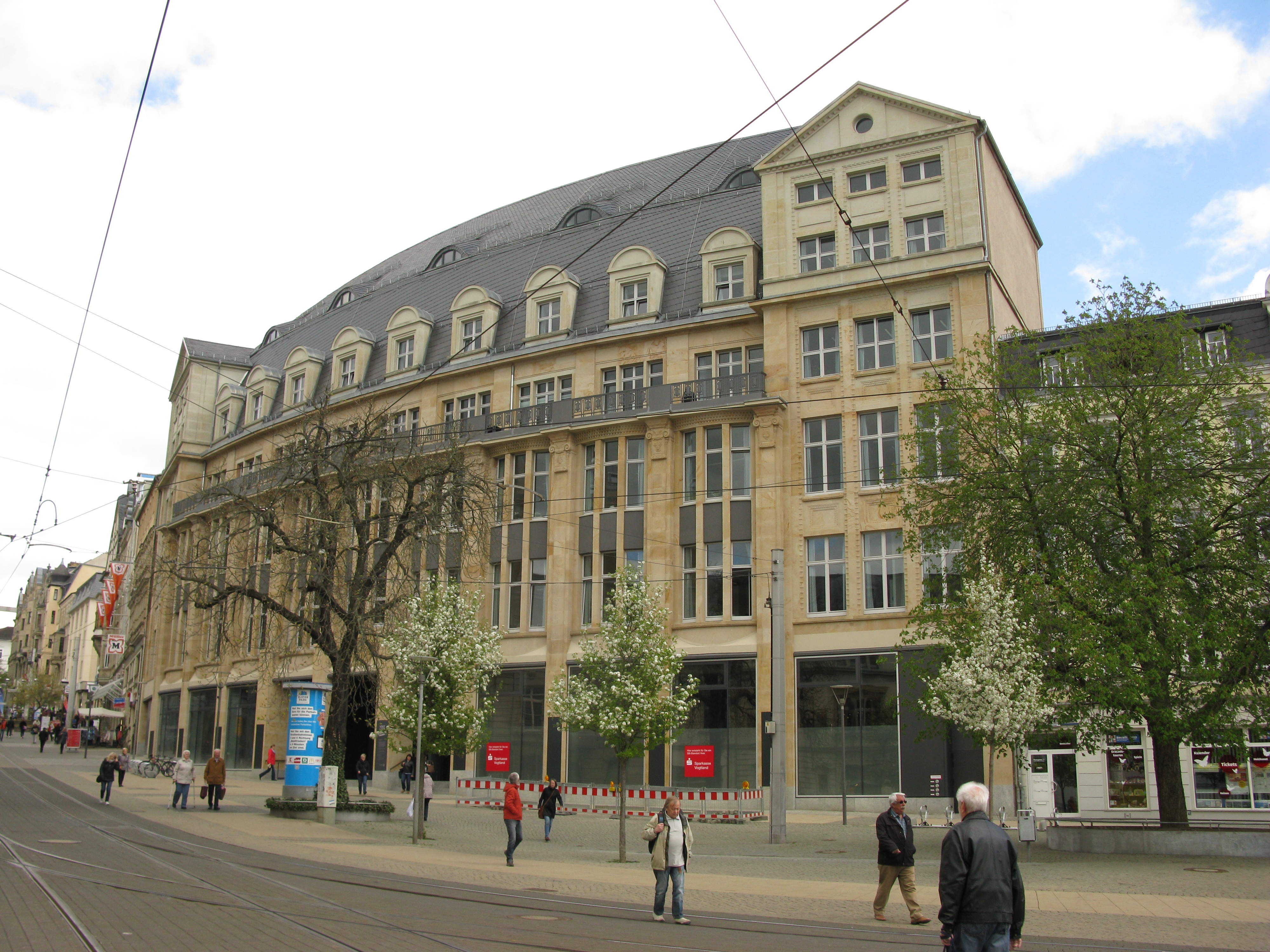
Das von Emil Rösler entworfene Warenhaus Julius Tietz dient seit 12. Dezember 2016 als Landratsamt.

Der Vogtlandkreis ist ein Landkreis im Südwesten des Freistaats Sachsen. Kreisstadt ist die bis 2008 kreisfreie Stadt Plauen. Der Kreisname geht auf die zwischen dem 11. und 16. Jahrhundert das Gebiet beherrschenden Vögte von Weida zurück.
Das historische Vogtland ist nicht deckungsgleich mit dem Kreis, sondern liegt in Sachsen, Thüringen und zu kleineren Teilen in Bayern und Böhmen. Vielmehr steht der Kreis mit Blick auf seine territoriale Ausdehnung in Tradition des Vogtländischen Kreises aus kursächsischer bzw. königlich-sächsischer Zeit. Der Vogtlandkreis ist der älteste Landkreis im Freistaat Sachsen.

## Geographie
Der Vogtlandkreis liegt im sächsischen Vogtland. Mit seinem südlichen Teil ist das Gebiet des Kreises Bestandteil des Naturparks Erzgebirge/Vogtland. Dort befinden sich der südwestliche Ausläufer des Erzgebirges (Westerzgebirge) und das Elstergebirge. Es ist daher durch eine Mittelgebirgslandschaft geprägt, die sich nach Westen und Norden hin abflacht. Die wichtigsten Flüsse sind die Zwickauer Mulde, die Weiße Elster und die Göltzsch. Der höchste Berg ist der Schneehübel. In Erlbach endet das Erzgebirge mit dem Hohen Stein.
Der Vogtlandkreis ist der südlichste Kreis Sachsens, und mit Schönberg am Kapellenberg in Bad Brambach liegt in ihm auch der ehemals südlichste Zipfel der DDR.
Nachbarkreise
| Saale-Orla-Kreis im Freistaat Thüringen | Landkreis Greiz im Freistaat Thüringen                          | Landkreis Zwickau im Freistaat Sachsen                             |
|                                         | Kompassrose, die auf Nachbargemeinden zeigt                     | Erzgebirgskreis im Freistaat Sachsen                               |
| Landkreis Hof im Freistaat Bayern       | Bezirk Eger in der Karlsbader Region der Tschechischen Republik | Kreis Falkenau in der Karlsbader Region der Tschechischen Republik |

## Geschichte
Der Kreisname geht auf die Vögte von Weida zurück, die die Geschichte des Vogtlandes über Jahrhunderte prägten. Sie hatten ihre Stammburg im heute thüringischen Weida. Ursprünglich von Friedrich I. Barbarossa als Verwalter für die damals östlichen Reichsgebiete eingesetzt, wurden sie später zu Territorialherrschern. Eine Nebenlinie der Vögte, die aus den Vögten von Plauen hervorgegangenen Reußen, waren mit zwei teilsouveränen Bundesstaaten sogar bis 1918 im Deutschen Kaiserreich als Herrscher vertreten. Heute ist der sächsische Teil des historischen Vogtlandes, und damit weniger als die Hälfte des gesamten Gebietes, im Vogtlandkreis organisiert. Weitere Teile liegen im Kreis Eger in Böhmen, im bayerischen Landkreis Hof und insbesondere im thüringischen Landkreis Greiz sowie im Saale-Orla-Kreis. Größte Stadt des Vogtlandes ist auch nicht die Kreisstadt Plauen, sondern Gera in Thüringen. Auch der Löwe im Kreiswappen geht auf die Vögte zurück.

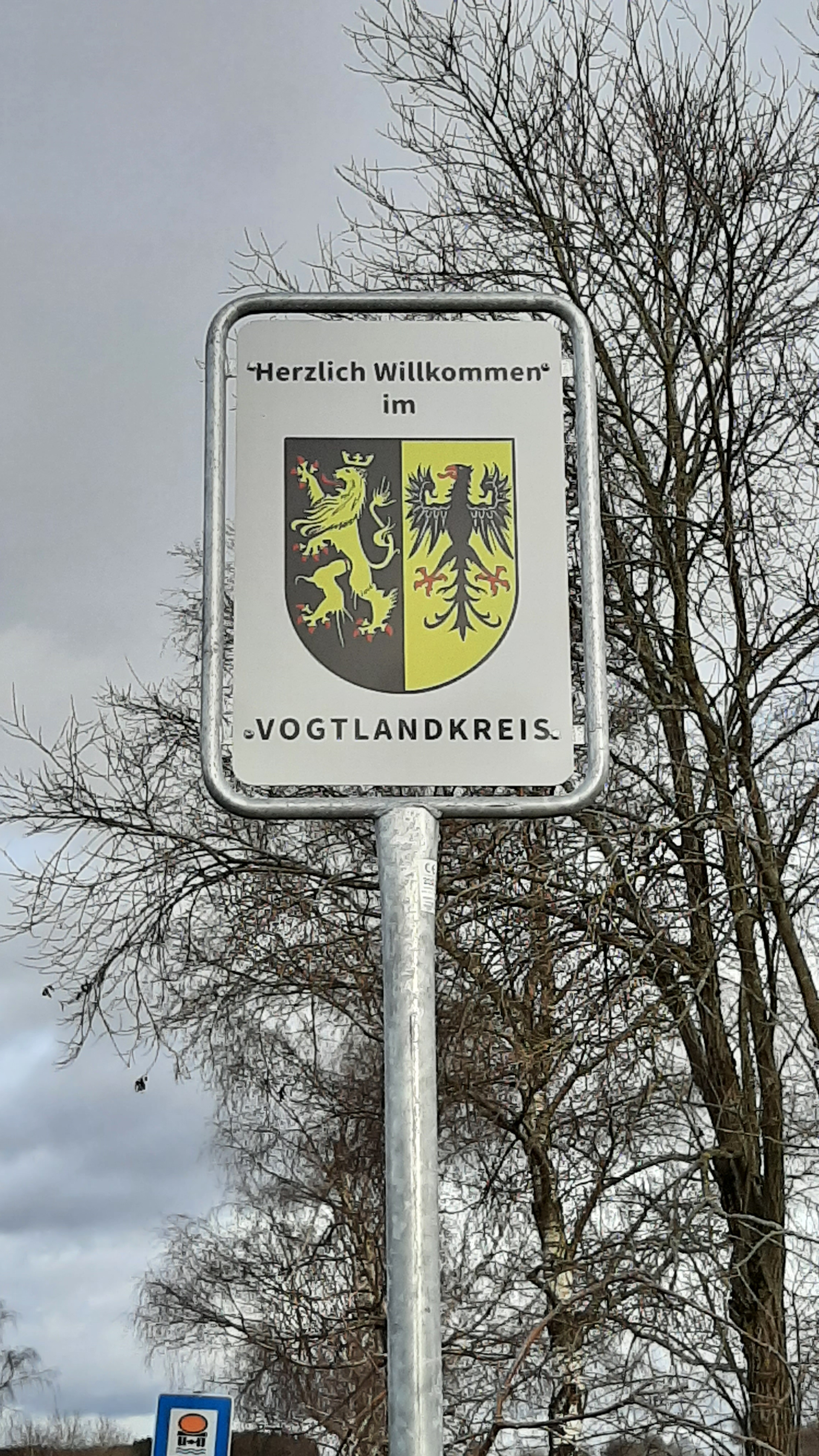
„Herzlich Willkommen im Vogtlandkreis“

Der heutige Vogtlandkreis ist nicht deckungsgleich mit dem Vogtland, auch wenn die Begriffe oftmals synonym verwendet werden. Er entspricht bis auf kleinere Abweichungen dem Gebiet des chursächsischen Vogtländischen Kreises. Ein kleiner Teil im Nordosten, im Wesentlichen Neumark, gehörte zum Erzgebirgischen Kreis.
Der heutige Vogtlandkreis entstand am 1. Januar 1996 durch Zusammenlegung der Landkreise Auerbach, Klingenthal, Oelsnitz, Reichenbach und Plauen.
Die Bildung eines Vogtlandkreises mit dem Sitz der Kreisverwaltung in der nicht zum Vogtlandkreis gehörenden kreisfreien Stadt Plauen war bereits im ursprünglichen Gesetzentwurf der sächsischen Staatsregierung vom 29. Juni 1992 vorgesehen. Sie sollte durch die Zusammenlegung der genannten Landkreise erfolgen.
Auf Grund intensiver Einflussnahme des Auerbacher CDU-Kreisverbands und des dortigen Landrats Winfried Eichler, die auf Bildung von zwei Kreisen bestanden, wurde in Dresden festgelegt, dass die wirtschaftlich schwächere Kreisstadt Auerbach Sitz des Landkreises werden sollte. Inzwischen hatte sich Plauen aber überraschend mit der Zweikreis-Variante angefreundet.
Im Rahmen des Gesetzgebungsverfahrens wurde nun die Bildung von zwei Kreisen, dem Elstertalkreis mit Sitz in Plauen (Landkreise Plauen Land und Oelsnitz sowie Teile des Landkreises Klingenthal) und dem Göltzschtalkreis mit Sitz in Auerbach (Landkreise Auerbach, Reichenbach sowie andere Teile des Landkreises Klingenthal) favorisiert. Diese Variante wurde auch mit dem Kreisgebietsreformgesetz vom 24. Juni 1993 beschlossen.
Gegen diese Regelung legte jedoch der Kreistag des damaligen Landkreises Reichenbach auf Bestreben einer Bürgerinitiative um den fraktionslosen Kreisrat Volker Liskowsky Verfassungsbeschwerde beim Sächsischen Verfassungsgerichtshof ein, der die Nichtigkeit dieses Beschlusses feststellte.
Mit dem 2. Kreisgebietsänderungsgesetz vom 6. September 1995 wurde die Bildung des Vogtlandkreises zum 1. Januar 1996 beschlossen. Die Kreisverwaltung des Vogtlandkreises hatte ihren Sitz im kreisfreien Plauen, also außerhalb des eigentlichen Kreisgebietes.
Am 1. August 2008 erfolgte im Zuge der Kreisreform Sachsen 2008 die Vergrößerung des Vogtlandkreises durch Eingliederung der bis dahin kreisfreien Stadt Plauen. Die damit verbundene Aberkennung des Status als kreisfreie Stadt erfolgte gegen massiven Plauener Widerstand. Der Landkreis hat eine Fläche von 1412 km².

## Bevölkerung
Die folgende Tabelle zeigt die Einwohnerzahl des Vogtlandkreises seit 1996. In türkis sind die Einwohner der Vorgängerlandkreise markiert, die in der genannten Veröffentlichung des Statistischen Landesamtes bereits unter der Zeile Vogtlandkreis aufgeführt wurden. Die Daten der Jahre 1990 bis 1995 (Vorgängerlandkreise) und 1996 bis 2007 (Vogtlandkreis ohne Plauen) beinhalten zudem die Bevölkerung der damals kreisfreien Stadt Plauen.
| Einwohner des Vogtlandkreises (bzw. der Vorgängerkreise)                                         | Einwohner des Vogtlandkreises (bzw. der Vorgängerkreise) | Einwohner des Vogtlandkreises (bzw. der Vorgängerkreise) | Einwohner des Vogtlandkreises (bzw. der Vorgängerkreise) | Einwohner des Vogtlandkreises (bzw. der Vorgängerkreise) |
| ------------------------------------------------------------------------------------------------ | -------------------------------------------------------- | -------------------------------------------------------- | -------------------------------------------------------- | -------------------------------------------------------- |
| Jahr                                                                                             |                                                          |                                                          |                                                          | Einwohner                                                |
| 1990                                                                                             | 1990                                                     |                                                          | 296.000                                                  | 296.000                                                  |
| 1991                                                                                             | 1991                                                     |                                                          | 291.478                                                  | 291.478                                                  |
| 1992                                                                                             | 1992                                                     |                                                          | 288.851                                                  | 288.851                                                  |
| 1993                                                                                             | 1993                                                     |                                                          | 286.984                                                  | 286.984                                                  |
| 1994                                                                                             | 1994                                                     |                                                          | 285.490                                                  | 285.490                                                  |
| 1995                                                                                             | 1995                                                     |                                                          | 284.976                                                  | 284.976                                                  |
| 1996                                                                                             | 1996                                                     |                                                          | 282.823                                                  | 282.823                                                  |
| 1997                                                                                             | 1997                                                     |                                                          | 280.647                                                  | 280.647                                                  |
| 1998                                                                                             | 1998                                                     |                                                          | 278.986                                                  | 278.986                                                  |
| 1999                                                                                             | 1999                                                     |                                                          | 276.582                                                  | 276.582                                                  |
| 2000                                                                                             | 2000                                                     |                                                          | 274.228                                                  | 274.228                                                  |
| 2001                                                                                             | 2001                                                     |                                                          | 271.543                                                  | 271.543                                                  |
| 2002                                                                                             | 2002                                                     |                                                          | 268.708                                                  | 268.708                                                  |
| 2003                                                                                             | 2003                                                     |                                                          | 265.958                                                  | 265.958                                                  |
| 2004                                                                                             | 2004                                                     |                                                          | 263.158                                                  | 263.158                                                  |
| 2005                                                                                             | 2005                                                     |                                                          | 260.210                                                  | 260.210                                                  |
| 2006                                                                                             | 2006                                                     |                                                          | 256.998                                                  | 256.998                                                  |
| 2007                                                                                             | 2007                                                     |                                                          | 253.672                                                  | 253.672                                                  |
| 2008                                                                                             | 2008                                                     |                                                          | 250.246                                                  | 250.246                                                  |
| 2009                                                                                             | 2009                                                     |                                                          | 247.196                                                  | 247.196                                                  |
| 2010                                                                                             | 2010                                                     |                                                          | 244.402                                                  | 244.402                                                  |
| 2011                                                                                             | 2011                                                     |                                                          | 238.443                                                  | 238.443                                                  |
| 2012                                                                                             | 2012                                                     |                                                          | 236.227                                                  | 236.227                                                  |
| 2013                                                                                             | 2013                                                     |                                                          | 233.970                                                  | 233.970                                                  |
| 2014                                                                                             | 2014                                                     |                                                          | 232.290                                                  | 232.290                                                  |
| 2015                                                                                             | 2015                                                     |                                                          | 232.318                                                  | 232.318                                                  |
| 2016                                                                                             | 2016                                                     |                                                          | 231.051                                                  | 231.051                                                  |
| 2017                                                                                             | 2017                                                     |                                                          | 229.584                                                  | 229.584                                                  |
| 2018                                                                                             | 2018                                                     |                                                          | 227.796                                                  | 227.796                                                  |
| 2019                                                                                             | 2019                                                     |                                                          | 225.997                                                  | 225.997                                                  |
| 2020                                                                                             | 2020                                                     |                                                          | 223.905                                                  | 223.905                                                  |
| 2021                                                                                             | 2021                                                     |                                                          | 221.376                                                  | 221.376                                                  |
| 2022                                                                                             | 2022                                                     |                                                          | 222.666                                                  | 222.666                                                  |
| 2023                                                                                             | 2023                                                     |                                                          | 221.953                                                  | 221.953                                                  |
| Quelle: Statistisches Landesamt. Ständige Bevölkerungsfortschreibung. Stand jeweils 31. Dezember |                                                          |                                                          |                                                          |                                                          |

## Politik

### Kreistag
Der Kreistag des Vogtlandkreises wurde bei der Kommunalwahl am 9. Juni 2024 gewählt. Die 86 Sitze im Kreistag verteilen sich folgendermaßen auf die einzelnen Parteien:
| Wahl des Kreistages Vogtlandkreis 2024 %3020100 28,327,413,28,57,25,24,22,52,11,4 AfDCDUBSWFWdSPDFDPLinkeGrünePERSiFSGewinne und Verlusteim Vergleich zu 2019 %p 14 12 10 8 6 4 2 0 −2 −4 −6 −8−10+9,2−3,0+13,2+0,3−2,8−4,6−8,2−3,7+2,1+1,4AfDCDUBSWFWSPDFDPLinkeGrünePERSFSAnmerkungen:d Freie Wähler Vogtland e. V. (FWV)i Neue Perspektive Vogtland | Sitzverteilung (Stand: Wahl 2024)Insgesamt 86 Sitze - Linke: 4 - BSW: 11 - SPD: 6 - Grüne: 2 - FDP: 4 - PERS: 2 - FW: 7 - CDU: 24 - AfD: 25 - FS: 1 PERS = Neue Perspektive Vogtland 0 | Fraktionen (Stand: 10. Mai 2025)Insgesamt 86 Sitze - BSW: 11 - Linke/Grüne: 6 - SPD: 6 - CDU: 24 - FDP/PERS: 6 - FW: 7 - AfD: 24 - fraktionslos: 2 Fraktionslose: 2 gewählt auf Liste AfD In der AfD-Fraktion ist auch ein Kreisrat der Freien Sachsen. |

| Parteien und Wählergemeinschaften | Parteien und Wählergemeinschaften | Parteien und Wählergemeinschaften           | 2024   | 2024   | 2019   | 2019   | 2014   | 2014   | 2008   | 2008   |
| Parteien und Wählergemeinschaften | Parteien und Wählergemeinschaften | Parteien und Wählergemeinschaften           | in %   | Sitze  | in %   | Sitze  | in %   | Sitze  | in %   | Sitze  |
| --------------------------------- | --------------------------------- | ------------------------------------------- | ------ | ------ | ------ | ------ | ------ | ------ | ------ | ------ |
|                                   | AfD                               | Alternative für Deutschland                 | 28,3   | 25     | 19,1   | 17     | 6,2    | 5      | –      | –      |
|                                   | CDU                               | Christlich Demokratische Union Deutschlands | 27,4   | 24     | 30,4   | 27     | 37,8   | 33     | 37,1   | 33     |
|                                   | BSW                               | Bündnis Sahra Wagenknecht                   | 13,2   | 11     | –      | –      | –      | –      | –      | –      |
|                                   | FWV                               | Freie Wähler Vogtland e. V.                 | 8,5    | 7      | 8,2    | 7      | 6,1    | 5      | 6,7    | 6      |
|                                   | SPD                               | Sozialdemokratische Partei Deutschlands     | 7,2    | 6      | 10,0   | 9      | 15,8   | 14     | 14,2   | 12     |
|                                   | FDP                               | Freie Demokratische Partei                  | 5,2    | 4      | 9,8    | 8      | 6,7    | 6      | 9,8    | 8      |
|                                   | Linke                             | Die Linke                                   | 4,2    | 4      | 12,4   | 11     | 15,8   | 14     | 20,4   | 18     |
|                                   | GRÜNE                             | Bündnis 90/Die Grünen                       | 2,5    | 2      | 6,2    | 5      | 4,0    | 3      | 3,1    | 2      |
|                                   | Neue Perspektive Vogtland         | Neue Perspektive Vogtland                   | 2,1    | 2      | –      | –      | –      | –      | –      | –      |
|                                   | FS                                | Freie Sachsen                               | 1,4    | 1      | –      | –      | –      | –      | –      | –      |
|                                   | DSU                               | Deutsche Soziale Union                      | –      | –      | 2,2    | 1      | 3,4    | 3      | 5,1    | 4      |
|                                   | III. Weg                          | Der III. Weg                                | –      | –      | 1,7    | 1      | –      | –      | –      | –      |
|                                   | NPD                               | Nationaldemokratische Partei Deutschlands   | –      | –      | –      | –      | 3,6    | 3      | 3,6    | 3      |
|                                   | Bürgerinitiative BITex            | Bürgerinitiative BITex                      | –      | –      | 0,4    | –      | –      | –      | –      | –      |
| Mühlentalfreunde                  | Mühlentalfreunde                  | –                                           | –      | 0,2    | –      | –      | –      | –      | –      |        |
| Gesamt                            | Gesamt                            | Gesamt                                      | 100    | 86     | 100    | 86     | 100    | 86     | 100    | 86     |
| Wahlbeteiligung                   | Wahlbeteiligung                   | Wahlbeteiligung                             | 65,6 % | 65,6 % | 60,5 % | 60,5 % | 47,8 % | 47,8 % | 42,5 % | 42,5 % |

### Landrat
Bei der Landratswahl am 7. Juni 2015 setzte sich Rolf Keil (CDU) mit 56,9 % der Stimmen im ersten Wahlgang gegen zwei Mitbewerber durch. Zuvor war seit der Bildung des Vogtlandkreises, also auch schon vor der Kreisgebietsreform 2008, Tassilo Lenk Landrat des zuvor bestehenden Landkreises ohne Plauen. Lenk wurde deshalb als „ewiger Landrat“ bezeichnet.
2022 wurde Thomas Hennig im zweiten Wahlgang zum Nachfolger Rolf Keils gewählt.
| Bewerber fett: Amtsinhaber                                  | Vorschlag                             | Stimmen                               | Anteil in %                           | gewählt                               | Stimmen                              | Anteil in %                          | gewählt                              |
| erster Wahlgang                                             | erster Wahlgang                       | erster Wahlgang                       | erster Wahlgang                       | erster Wahlgang                       | zweiter Wahlgang [Anm. 1]            | zweiter Wahlgang [Anm. 1]            | zweiter Wahlgang [Anm. 1]            |
| 12. Juni 2022 Wahlbeteiligung: 42,7 %                       | 12. Juni 2022 Wahlbeteiligung: 42,7 % | 12. Juni 2022 Wahlbeteiligung: 42,7 % | 12. Juni 2022 Wahlbeteiligung: 42,7 % | 12. Juni 2022 Wahlbeteiligung: 42,7 % | 3. Juli 2022 Wahlbeteiligung: 32,5 % | 3. Juli 2022 Wahlbeteiligung: 32,5 % | 3. Juli 2022 Wahlbeteiligung: 32,5 % |
| Thomas Hennig                                               | CDU                                   | 32.781                                | 42,0                                  | keiner: 2. Wahlgang nötig             | 37.814                               | 63,4                                 | ×                                    |
| Roberto Rink                                                | AfD/DSU                               | 18.320                                | 23,4                                  | keiner: 2. Wahlgang nötig             | 15.759                               | 26,4                                 |                                      |
| Janina Pfau                                                 | Die Linke                             | 7.537                                 | 9,6                                   | keiner: 2. Wahlgang nötig             | 6.097                                | 10,2                                 |                                      |
| Thomas Fiedler                                              | SPD                                   | 6.981                                 | 8,9                                   | keiner: 2. Wahlgang nötig             | nicht angetreten                     | nicht angetreten                     | nicht angetreten                     |
| Uwe Drechsel                                                | Drechsel                              | 12.507                                | 16,0                                  | keiner: 2. Wahlgang nötig             | nicht angetreten                     | nicht angetreten                     | nicht angetreten                     |
| 7. Juni 2015 Wahlbeteiligung: 34,6 %                        |                                       |                                       |                                       |                                       |                                      |                                      |                                      |
| Rolf Keil                                                   | CDU                                   | 37.919                                | 56,5                                  | ×                                     |                                      |                                      |                                      |
| Michael Schiebold                                           | Die Linke                             | 14.663                                | 21,9                                  |                                       |                                      |                                      |                                      |
| Gunnar Gemeinhardt                                          | Gemeinhardt                           | 14.449                                | 21,6                                  |                                       |                                      |                                      |                                      |
| 8. Juni 2008 Wahlbeteiligung: 42,5 %                        |                                       |                                       |                                       |                                       |                                      |                                      |                                      |
| Tassilo Lenk                                                | CDU                                   | 59.069                                | 65,8                                  | ×                                     |                                      |                                      |                                      |
| Monika Runge                                                | Die Linke                             | 17.877                                | 19,9                                  |                                       |                                      |                                      |                                      |
| Lutz Kätzel                                                 | SPD                                   | 12.774                                | 14,2                                  |                                       |                                      |                                      |                                      |
| 27. Oktober 2002 Wahlbeteiligung: 32,0 %                    |                                       |                                       |                                       |                                       |                                      |                                      |                                      |
| Tassilo Lenk                                                | CDU                                   | 42.352                                | 80,3                                  | ×                                     |                                      |                                      |                                      |
| Hans-Günther Lange                                          | SPD                                   | 5.173                                 | 9,8                                   |                                       |                                      |                                      |                                      |
| Jürgen Jahn                                                 | PDS                                   | 5.188                                 | 9,8                                   |                                       |                                      |                                      |                                      |
| 3. Dezember 1995                                            |                                       |                                       |                                       |                                       |                                      |                                      |                                      |
| Tassilo Lenk                                                | CDU                                   | ?                                     | 52,0                                  | ×                                     |                                      |                                      |                                      |
| ?                                                           | SPD                                   | ?                                     | 19,2                                  |                                       |                                      |                                      |                                      |
| ?                                                           | PDS                                   | ?                                     | 15,6                                  |                                       |                                      |                                      |                                      |
| ?                                                           | DSU                                   | ?                                     | 7,6                                   |                                       |                                      |                                      |                                      |
| ?                                                           | F.D.P.                                | ?                                     | 5,6                                   |                                       |                                      |                                      |                                      |
| 12. und 26. Juni 1994                                       |                                       |                                       |                                       |                                       |                                      |                                      |                                      |
| Elstertalkreis: Tassilo Lenk (CDU) mit 67,2 %[Anm. 2]       |                                       |                                       |                                       |                                       |                                      |                                      |                                      |
| Göltzschtalkreis: Winfried Eichler (CDU) mit 51,5 %[Anm. 2] |                                       |                                       |                                       |                                       |                                      |                                      |                                      |

[Anm. 1] Ein zweiter Wahlgang wird nötig, wenn kein Kandidat aus dem ersten Wahlgang die absolute Mehrheit erzielt hat und damit direkt gewählt ist. Im zweiten Wahlgang ist die relative Mehrheit für die Wahl zum Landrat ausreichend. Bewerber, die im ersten Wahlgang antreten, können vor dem zweiten Wahlgang ihre Kandidaturen zurückziehen. Ein zweiter Wahlgang wurde bisher 2022 nötig.
[Anm. 2] Aufgrund eines Gerichtsurteils sind Elster- und Göltzschtalkreis nie gegründet worden. Die Wahlergebnisse sind deshalb nichtig.

### Bundes- und Landesebene
Von 630 Abgeordneten des Deutschen Bundestages kommt einer aus dem Vogtlandkreis:
| Wahlkreis/Listenplatz                      | Mandatar       | Partei | seit |
| ------------------------------------------ | -------------- | ------ | ---- |
| Bundestagswahlkreis Vogtlandkreis (43,3 %) | Mathias Weiser | AfD    | 2025 |

Im Sächsischen Landtag sind sechs von 120 Abgeordneten aus dem Vogtlandkreis. Bis zur Landtagswahl 2019 gab es im Kreis vier Wahlkreise.
| Wahlkreis/Listenplatz         | Mandatar      | Partei | seit             |
| ----------------------------- | ------------- | ------ | ---------------- |
| Wahlkreis Vogtland 1 (38,4 %) | Jörg Schmidt  | CDU    | 2024             |
| Wahlkreis Vogtland 2 (41,1 %) | Sören Voigt   | CDU    | 2014             |
| Wahlkreis Vogtland 3 (36,2 %) | René Standke  | AfD    | 2024             |
| SPD-Listenplatz 5             | Juliane Pfeil | SPD    | 2021 (2014–2019) |
| BSW-Listenplatz 9             | Janina Pfau   | BSW    | 2024 (2014–2019) |
| CDU-Listenplatz 27            | Andreas Heinz | CDU    | 1994             |

## Wirtschaft und Tourismus

Göltzschtalbrücke als Wahrzeichen für das sächsische Vogtland

Die Göltzschtalbrücke zwischen Mylau und Netzschkau ist die größte Ziegelstein-Brücke der Welt. Das so genannte „Achte Weltwunder“ gilt als Wahrzeichen des Vogtlands.
Neben dem Bäderwesen in den Kurorten Bad Elster und Bad Brambach spielen in einigen anderen Orten der Musikinstrumentenbau im so genannten Musikwinkel sowie der Wintersport in den höheren Lagen eine wichtige Rolle. Im Raum Plauen ist auch die Textilindustrie (Plauener Spitze), der Druckmaschinenbau und die Fahrzeugindustrie (Autobusse) von Bedeutung.
Im Jahr 2009 wurde der Vogtlandkreis als „Kommune des Jahres“ im Wettbewerb Großer Preis des Mittelstandes ausgezeichnet.
Im Zukunftsatlas 2016 belegte der Vogtlandkreis Platz 342 von 402 Landkreisen und kreisfreien Städten in Deutschland und zählt damit zu den Regionen mit „Zukunftsrisiken“. Im Zukunftsatlas 2019 erhält der Landkreis mit Rang 322 eine deutlich bessere Position, ihm werden nur noch „leichte Zukunftsrisiken“ attestiert.
In der ZDF „Die große Deutschland Studie 2018“ belegte der Vogtlandkreis Platz 97 von 401 Landkreisen und Städten in Deutschland.

## Gesundheitswesen

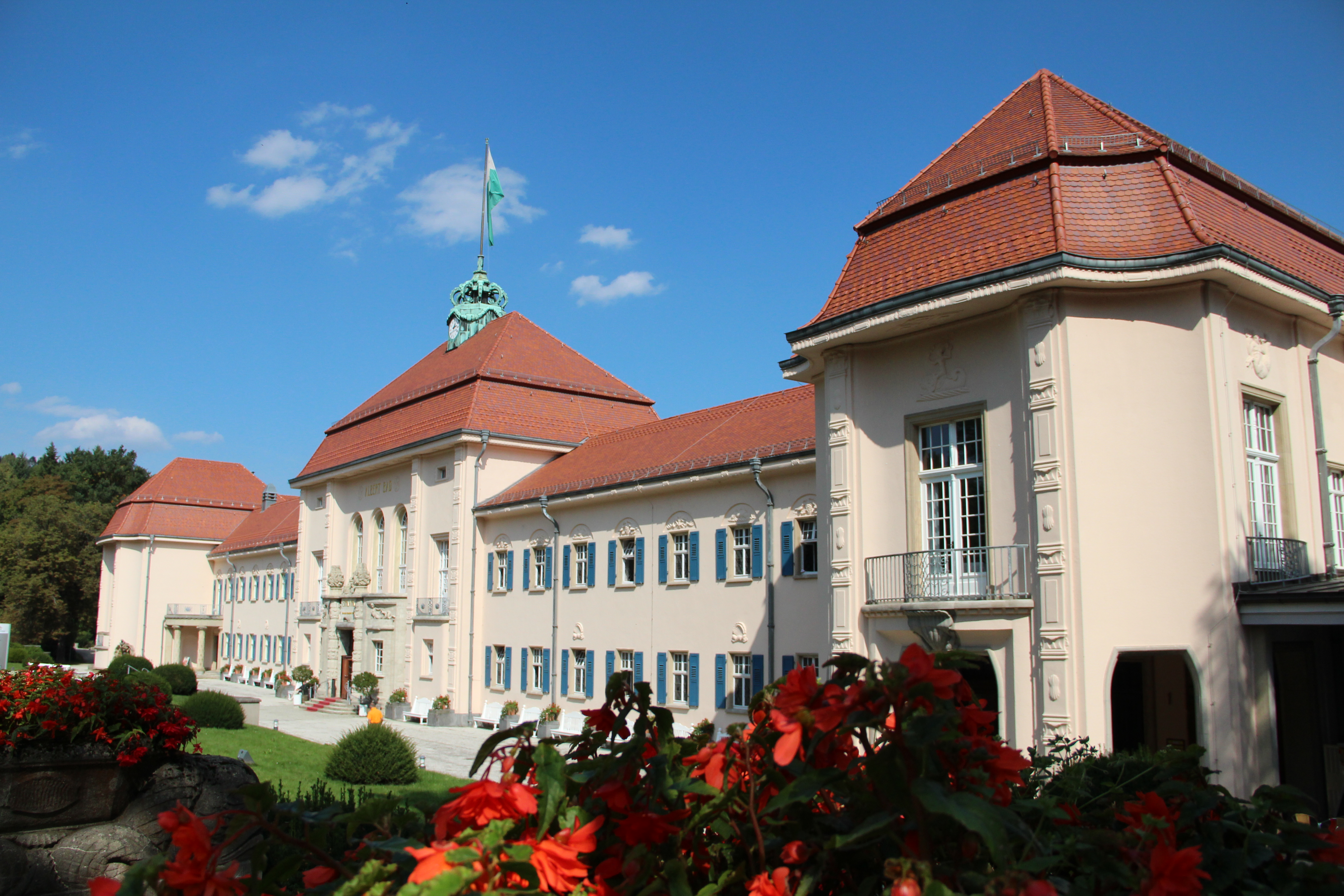
Bad Elster ist die Stadt mit den meisten Rehakliniken in Sachsen

Im Vogtlandkreis befinden sich 13 Krankenhäuser, darunter ein Krankenhaus der Schwerpunktversorgung und eine Fachklinik. Der Vogtlandkreis versucht mit dem Programm „Ärzte fürs Vogtland“ Ärzte in die Region zu locken.
- Krankenhaus der Schwerpunktversorgung
  - Helios Vogtland-Klinikum Plauen GmbH
- Krankenhäuser der Regelversorgung
  - Krankenhaus Bethanien Plauen
  - Paracelsus-Klinik Adorf/Schöneck
  - Klinikum Obergöltzsch Rodewisch mit Brustzentrum
- Fachklinik
  - Sächsisches Krankenhaus für Psychiatrie und Neurologie Rodewisch
- Reha-Kliniken
  - Celenus Deutsche Klinik für Integrative Medizin und Naturheilverfahren Bad Elster
  - Vogtland-Klinik Bad Elster
  - Paracelsus-Klinik Am Schillergarten Bad Elster für Onkologie, Gynäkologie sowie Orthopädie
  - Mediclin Klinik am Brunnenberg Bad Elster für Herz-Kreislauf-Erkrankungen, Orthopädie und Rheumatologie
  - Celenus Fachklinikum Sachsenhof Bad Elster für Orthopädie und Kardiologie
  - Evangelische Fachklinik Sonnenhöhe der DGS-Diakoniegesellschaft Sachsen gGmbH Bad Elster, Fachklinik für Kinder und Jugendliche
  - Klinik Bad Brambach, Reha-Klinik für Rheumatologie, Kardiologie und Orthopädie
  - Berufsgenossenschaftliche Klinik für Berufskrankheiten Falkenstein

In Adorf, Reichenbach und Schöneck befinden sich MVZ der Paracelsus-Kliniken, weitere gibt es in Ellefeld, Klingenthal und Plauen.
- Medizintechnik
  - Catgut GmbH in Markneukirchen, Herstellung von medizinischem Nahtmaterial
  - S-Cape GmbH in Reichenbach, Lösungen für Operationssäle

Die Paracelsus-Klinik in Reichenbach wurde im März 2023 geschlossen.

## Verkehr und Infrastruktur

### Straße

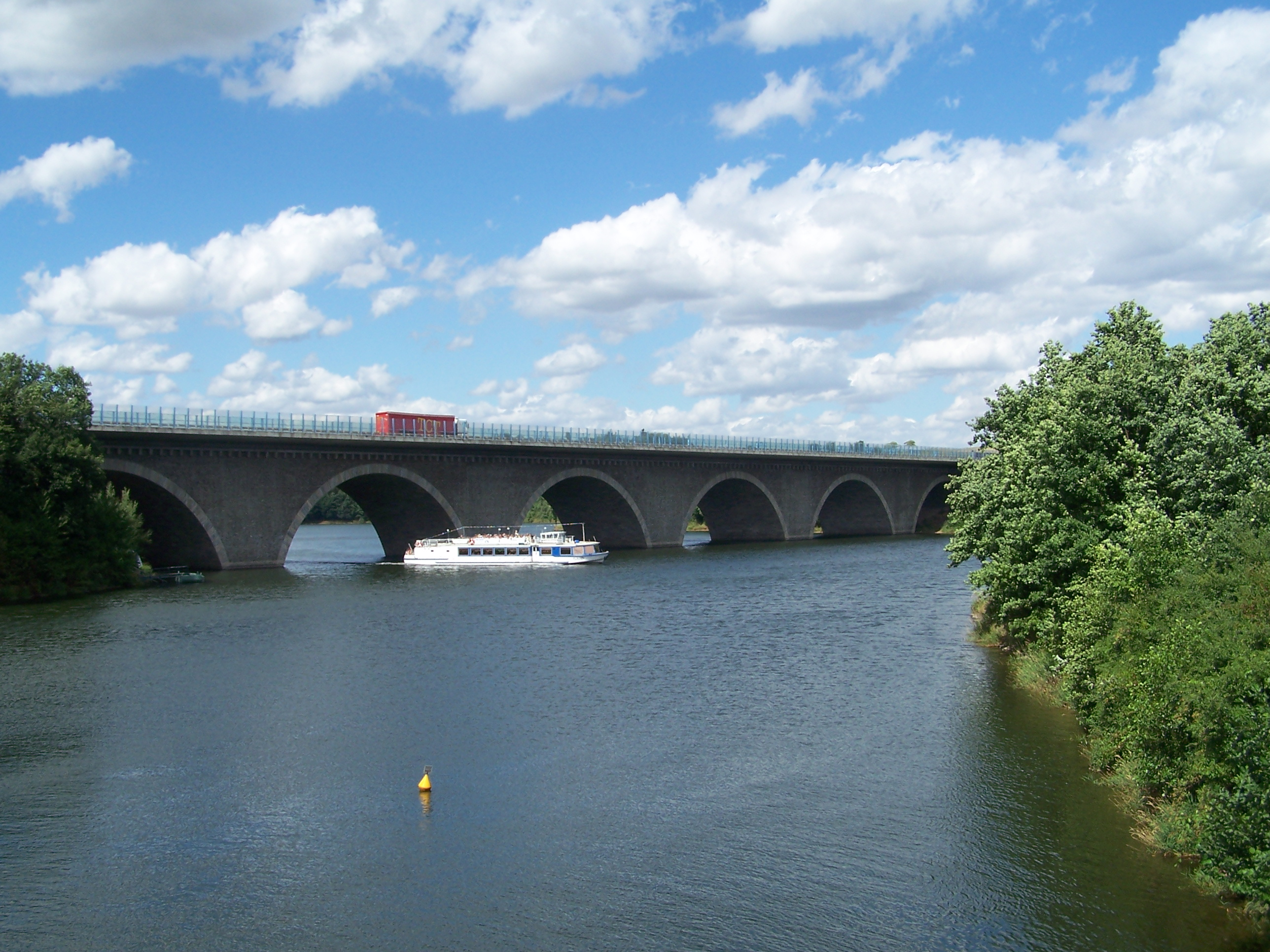
Autobahnbrücke über die Talsperre Pöhl

Die Bundesautobahn A72, auch Vogtlandautobahn genannt, durchquert den Kreis im Norden. Des Weiteren existieren mehrere Bundesstraßen. Mehrere Straßen-Grenzübergänge verbinden den Vogtlandkreis mit den böhmischen Nachbarn.

### Kfz-Kennzeichen
Am 1. Januar 1996 behielt der Landkreis die Unterscheidungszeichen der Vorgängerlandkreise AE (Auerbach), OVL (Obervogtland; Klingenthal und Oelsnitz), PL (Plauen) und RC (Reichenbach). Diese wurden am 1. März 1996 vom neuen Unterscheidungszeichen V abgelöst. Es wird durchgängig bis heute ausgegeben. Am 1. Januar 2009 verlor auch die Stadt Plauen ihr PL.
Seit dem 9. November 2012 sind in Zusammenhang mit der Kennzeichenliberalisierung die Unterscheidungszeichen AE, OVL, PL und RC wieder erhältlich.

### Eisenbahn
Traditionell existiert im Vogtland ein engmaschiges Schienennetz. Durch etliche Streckenstilllegungen wurde dieses Netz aber stark ausgelichtet.
Folgende im Schienenpersonennahverkehr bediente Streckenabschnitte befinden sich auf dem Gebiet des Vogtlandkreises:
- (Leipzig–) Neumark – Reichenbach – Plauen – Schönberg – Gutenfürst (– Hof) (Sachsen-Franken-Magistrale)
- Plauen – Oelsnitz – Adorf – Bad Brambach (– Vojtanov)
- Weischlitz – Plauen – Elsterberg (– Greiz – Gera)
- (Zwickau –) Lengenfeld (Vogtl) – Falkenstein – Grünbach – Muldenberg – Schöneck – Zwotental – Zwota – Klingenthal (– Kraslice)
- Herlasgrün – Falkenstein

Alle Strecken werden mindestens im Zwei-Stunden-Takt, die meisten im Stundentakt bedient. Der Betreiber vieler Verkehrseinrichtungen ist die private Vogtlandbahn, die seit 1996 auf den modernisierten Nebenbahnen des sächsischen Vogtlands Regionalbahnen betreibt. Auf der Strecke Adorf – Plauen – Leipzig pendelte dreimal täglich ein Regional-Express, der DB Regio Südost. Außerdem existierte ein fernverkehrsähnliches Angebot, der Franken-Sachsen-Express, der Nürnberg und Dresden über Plauen und Reichenbach miteinander verband. Er entstand, als zum Fahrplanwechsel im Dezember 2006 der ICE-Verkehr auf der Sachsen-Franken-Magistrale eingestellt wurde. Seitdem verkehrten alle zwei Stunden Interregio-Express-Züge der Deutschen Bahn. Zum Fahrplanwechsel im Dezember 2007 wurde der Regional-Express Dresden – Hof auf Grund der hohen Nachfrage bis Nürnberg verlängert, so dass stündliche Verbindungen Dresden – Reichenbach – Plauen – Nürnberg verfügbar waren. Seit Juni 2005 bot die Vogtlandbahn zudem einen täglichen Fernzug (Adorf–) Plauen – Berlin, den sogenannten Vogtland-Express an. Dieses attraktive Angebot ersetzte den zuvor weggefallenen InterRegio und wurde sehr gut von der Bevölkerung angenommen. Zwischen dem 16. Februar und dem 8. April 2009 wurde die Verbindung kurzzeitig aus betriebswirtschaftlichen Gründen eingestellt. Die Vogtlandbahn stellte die Eisenbahnverbindung am 1. Oktober 2012 wieder ein. Die Strecke wird gegenwärtig per Bus bedient.

Der stillgelegte Abschnitt Hammerbrücke – Schönheide Süd wird an Wochenenden von einer Motordraisine als touristische Strecke befahren.

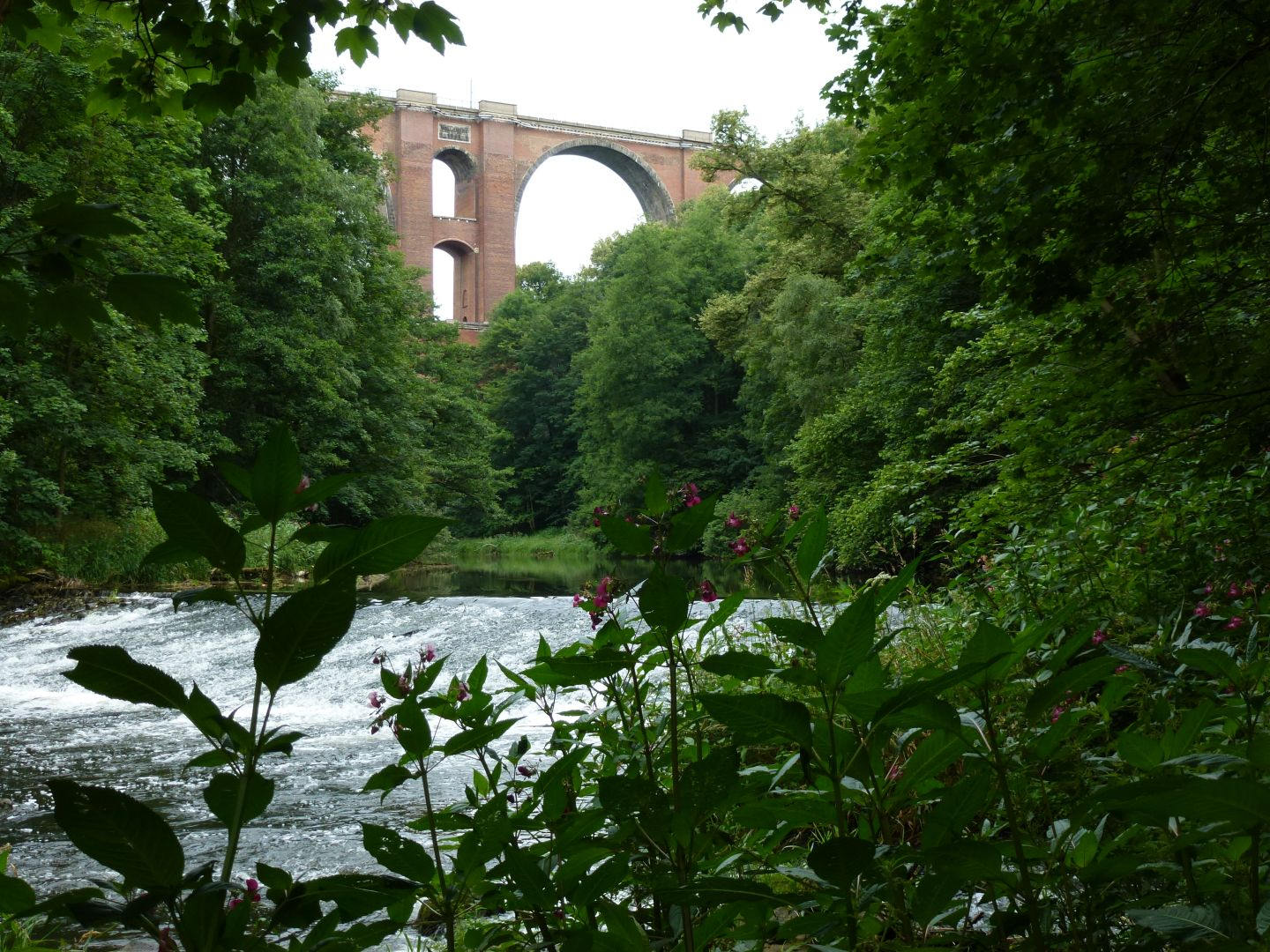
Elstertalbrücke

Neben den nationalen Strecken gibt es auch zwei Grenzübergänge in die Tschechische Republik, Bad Brambach/Vojtanov (vier Zugpaare täglich; Vogtlandbahn in Kooperation mit ČD) und Klingenthal/Kraslice (stündlich; Vogtlandbahn in Kooperation mit GW Train Regio).
Die größte Ausbaumaßnahme der letzten Jahre stellt die Elektrifizierung des Streckenabschnitts Reichenbach – Hof dar. Sie ist die Grundlage für eine Integration der Stadt Plauen in das Netz der S-Bahn Mitteldeutschland mit durchgehenden Zügen, da im neuen City-Tunnel Leipzig keine Dieselfahrzeuge zulässig sind. Da sich der Zweckverband Öffentlicher Personennahverkehr Vogtland (ZVV) bislang nicht an der Finanzierung beteiligt hatte, erfolgt dies erst ab Dezember 2025. Bis dahin gibt es Richtung Leipzig nur Umsteigeverbindungen über Werdau oder Zwickau Hbf.
Im Kreis befinden sich die beiden größten Ziegelsteinbrücken der Welt, die auch heute noch für den Zugverkehr genutzt werden: Die Göltzschtalbrücke und die Elstertalbrücke.

### Zweckverband Öffentlicher Personennahverkehr Vogtland – ÖPNV
96 % des Siedlungsbereiches sind mit ÖPNV versorgt, so dass auch alle Orte, die über keinen Bahnanschluss verfügen, zumindest wochentags relativ gut mit Bussen zu erreichen sind. Des Weiteren gibt es Stadtverkehre in Auerbach, Reichenbach, Rodewisch, Klingenthal und Plauen, wo dieser durch die Plauener Straßenbahn GmbH mit Bussen und Bahnen organisiert wird. In den letzten Jahren wurden verstärkt Schnittstellen zwischen Bahn- und Buslinien an den Bahnhöfen gebaut, die das Umsteigen erleichtern und durch die Realisierung des Verbundgedankens das Angebot von Schiene und Bus verbessern.
Als Aufgabenträger fungiert der Zweckverband Öffentlicher Personennahverkehr Vogtland, kurz ZVV. Im gesamten Vogtlandkreis gilt der Verbundtarif Vogtland des Verkehrsverbundes Vogtland, der als Tochtergesellschaft des ZVV dessen Aufgaben wahrnimmt.

### Luftverkehr
Der nächstgelegene Flugplatz ist der Verkehrslandeplatz Hof-Plauen in der Nähe des bayerischen Hof. Bei Auerbach liegt der Flugplatz Auerbach (ICAO-Code EDOA), der 2005 erweitert wurde.

## Schutzgebiete
Im Landkreis befinden sich 41 ausgewiesene Naturschutzgebiete (Stand Januar 2019).

## Städte und Gemeinden
(Einwohnerzahlen vom 31. Dezember 2023)
Städte
1. Adorf/Vogtl. (4593)
2. Auerbach/Vogtl., Große Kreisstadt (17.427)
3. Bad Elster (3547)
4. Elsterberg (3669)
5. Falkenstein/Vogtl. (7444)
6. Klingenthal, Große Kreisstadt (7443)
7. Lengenfeld (6975)
8. Markneukirchen (7118)
9. Netzschkau (3665)
10. Oelsnitz/Vogtl., Große Kreisstadt (10.179)
11. Pausa-Mühltroff (4675)
12. Plauen, Große Kreisstadt (65.954)
13. Reichenbach im Vogtland, Große Kreisstadt (19.974)
14. Rodewisch (6205)
15. Schöneck/Vogtl. (2873)
16. Treuen (7614)

Verwaltungsgemeinschaften und Verwaltungsverbände
- Verwaltungsgemeinschaft Falkenstein mit den Mitgliedsgemeinden Falkenstein/Vogtl., Grünbach und Neustadt/Vogtl.
- Verwaltungsverband Jägerswald mit den Mitgliedsgemeinden Bergen, Theuma, Tirpersdorf (VV-Sitz) und Werda
- Verwaltungsgemeinschaft Netzschkau-Limbach mit den Mitgliedsgemeinden Netzschkau (VG-Sitz) und Limbach
- Verwaltungsgemeinschaft Oelsnitz/Vogtl. mit den Mitgliedsgemeinden Bösenbrunn, Eichigt, Oelsnitz/Vogtl. und Triebel/Vogtl.
- Verwaltungsgemeinschaft Reichenbach im Vogtland mit den Mitgliedsgemeinden Heinsdorfergrund und Reichenbach im Vogtland
- Verwaltungsgemeinschaft Schöneck/Mühlental mit den Mitgliedsgemeinden Mühlental und Schöneck/Vogtl. (VG-Sitz)
- Verwaltungsgemeinschaft Treuen mit den Mitgliedsgemeinden Neuensalz und Treuen

Kommunalverbünde
- Mittelzentraler Städteverbund Göltzschtal mit den Mitgliedern Rodewisch, Auerbach/Vogtl., Ellefeld und Falkenstein/Vogtl.
- Städteverbund Nordöstliches Vogtland mit den Mitgliedern Reichenbach (mit Mylau), Netzschkau, Elsterberg sowie Greiz im thüringischen Vogtland

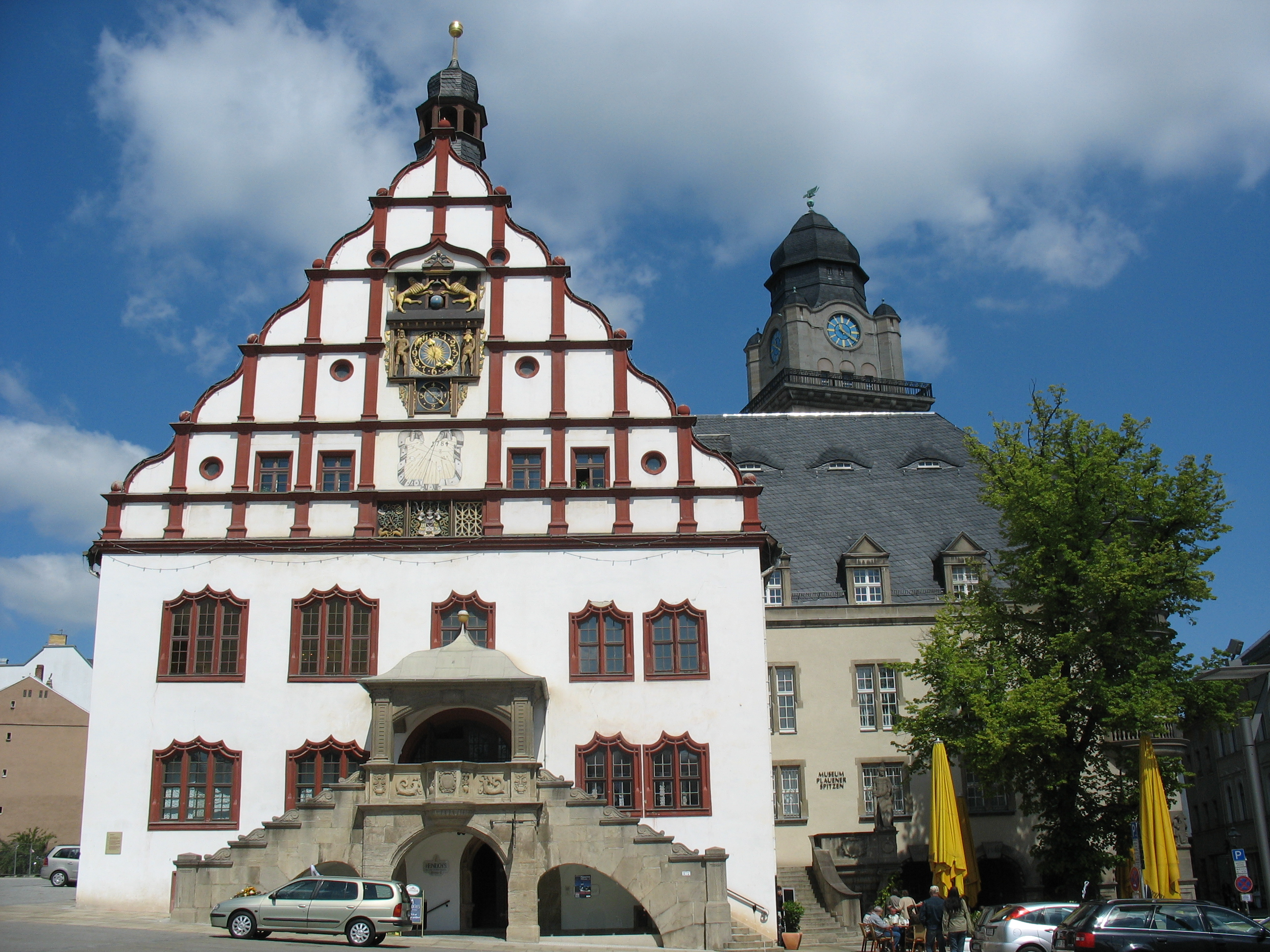
Plauen ist die Stadt im Vogtlandkreis mit den meisten Einwohnern, ca. 65.000

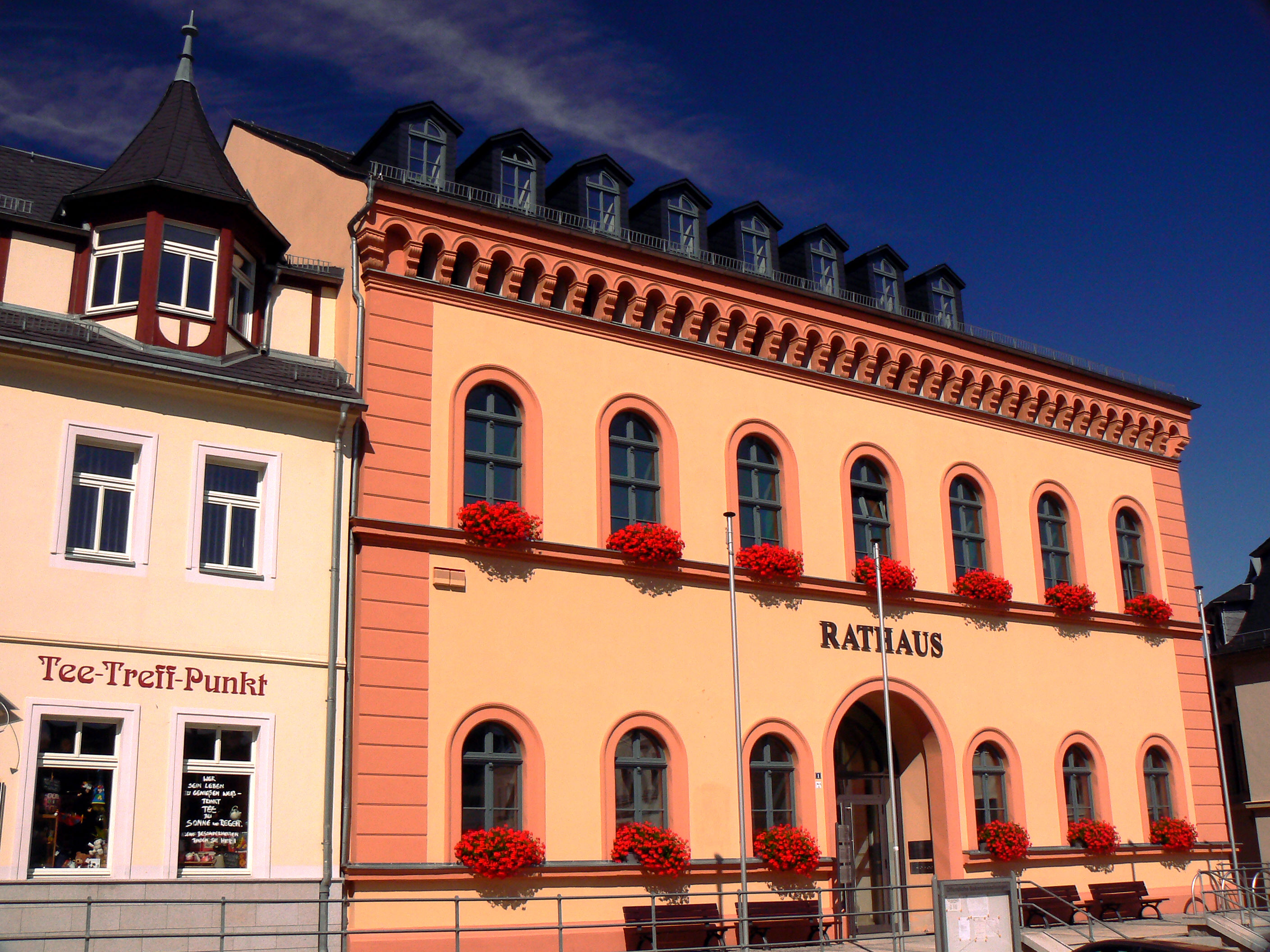
Reichenbach (Rathaus): Platz 2 mit knapp über 20.000 Einwohnern

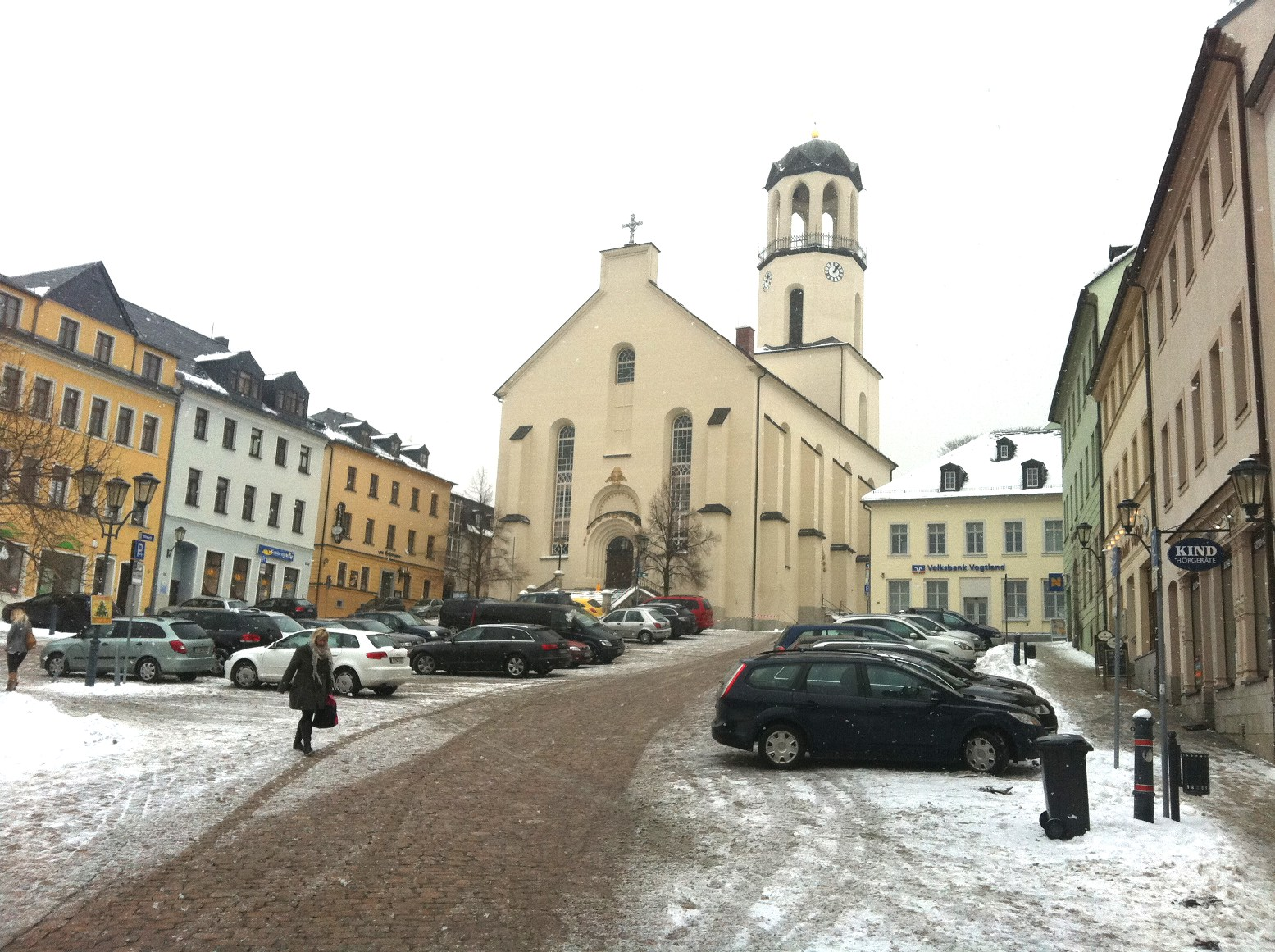
Auerbach (Altmarkt): mit rund 17.500 Einwohnern Platz 3

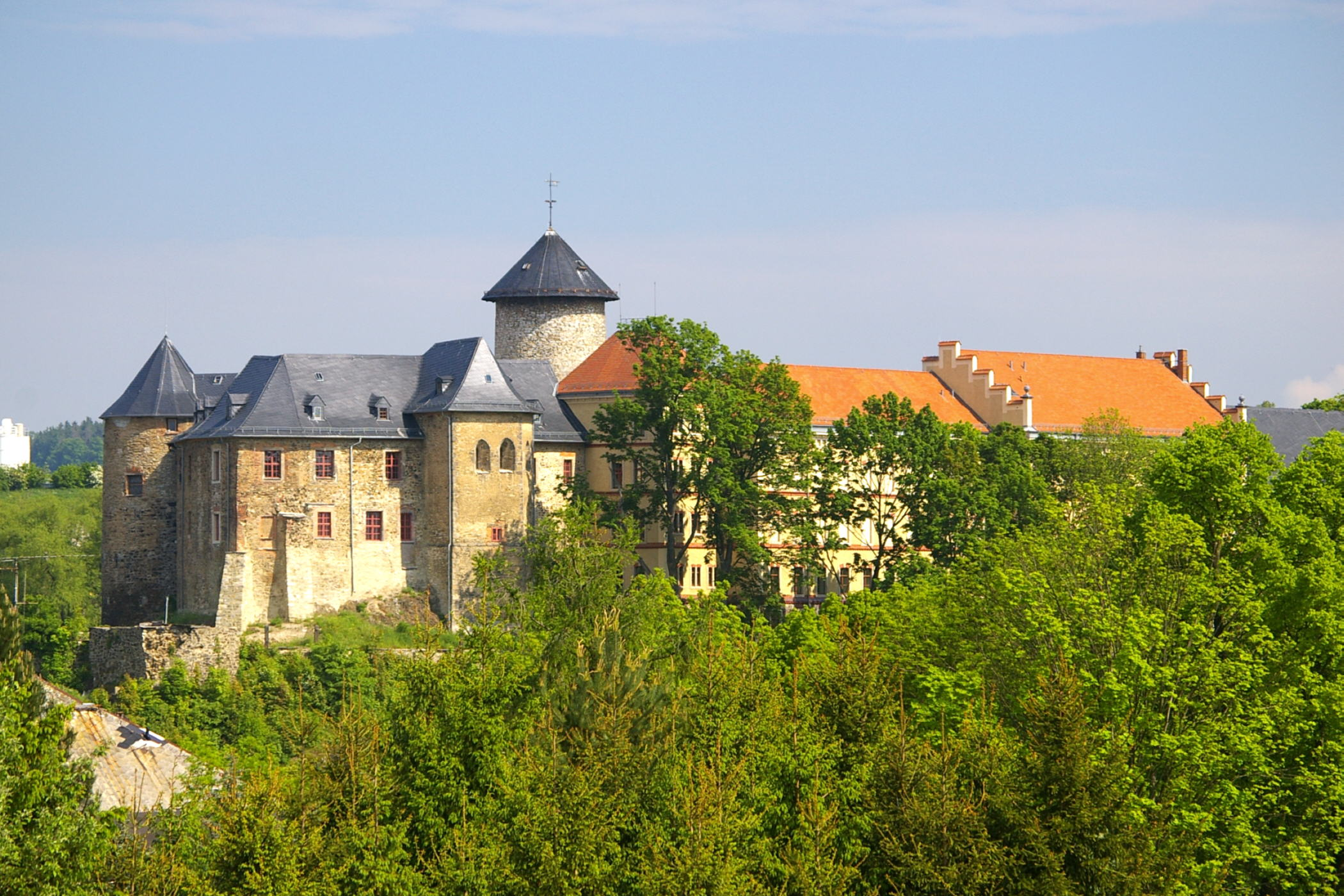
Oelsnitz ist mit knapp unter 10.000 Einwohnern die viertgrößte Stadt

Gemeinden
1. Bad Brambach (1588)
2. Bergen (917)
3. Bösenbrunn (1073)
4. Eichigt (1093)
5. Ellefeld (2465)
6. Grünbach (1658)
7. Heinsdorfergrund (1931)
8. Limbach (1396)
9. Mühlental (1193)
10. Muldenhammer (2841)
11. Neuensalz (2052)
12. Neumark (2906)
13. Neustadt/Vogtl. (951)
14. Pöhl (2401)
15. Rosenbach/Vogtl. (3968)
16. Steinberg (2683)
17. Theuma (971)
18. Tirpersdorf (1360)
19. Triebel/Vogtl. (1140)
20. Weischlitz (5657)
21. Werda (1489)

Änderungen seit der Gründung des Landkreises
| Datum           | alt                                                                                             | Art der Veränderung      | neu                     |
| --------------- | ----------------------------------------------------------------------------------------------- | ------------------------ | ----------------------- |
| 1. Januar 1999  | Beerheide                                                                                       | wurde eingemeindet nach  | Auerbach/Vogtl.         |
| 1. Januar 1999  | Brockau                                                                                         | wurde eingemeindet nach  | Netzschkau              |
| 1. Januar 1999  | Dröda                                                                                           | wurde eingemeindet nach  | Burgstein               |
| 1. Januar 1999  | Eich/Sa.                                                                                        | wurde eingemeindet nach  | Treuen                  |
| 1. Januar 1999  | Hartmannsgrün                                                                                   | wurde eingemeindet nach  | Treuen                  |
| 1. Januar 1999  | Jößnitz                                                                                         | wurde eingemeindet nach  | Plauen                  |
| 1. Januar 1999  | Kauschwitz                                                                                      | wurde eingemeindet nach  | Plauen                  |
| 1. Januar 1999  | Kloschwitz                                                                                      | wurde eingemeindet nach  | Weischlitz              |
| 1. Januar 1999  | Kürbitz                                                                                         | wurde eingemeindet nach  | Weischlitz              |
| 1. Januar 1999  | Landwüst                                                                                        | wurde eingemeindet nach  | Markneukirchen          |
| 1. Januar 1999  | Leubetha                                                                                        | wurde eingemeindet nach  | Adorf/Vogtl.            |
| 1. Januar 1999  | Neundorf                                                                                        | wurde eingemeindet nach  | Plauen                  |
| 1. Januar 1999  | Oberlauterbach                                                                                  | wurde eingemeindet nach  | Falkenstein/Vogtl.      |
| 1. Januar 1999  | Leubnitz                                                                                        | Zusammenschluss zu       | Leubnitz                |
| 1. Januar 1999  | Rodau                                                                                           | Zusammenschluss zu       | Leubnitz                |
| 1. Januar 1999  | Rößnitz                                                                                         | Zusammenschluss zu       | Leubnitz                |
| 1. Januar 1999  | Schneckengrün                                                                                   | Zusammenschluss zu       | Leubnitz                |
| 1. Januar 1999  | Schneidenbach                                                                                   | wurde eingemeindet nach  | Reichenbach im Vogtland |
| 1. Januar 1999  | Schönberg                                                                                       | wurde eingemeindet nach  | Mehltheuer              |
| 1. Januar 1999  | Schönbrunn                                                                                      | wurde eingemeindet nach  | Lengenfeld              |
| 1. Januar 1999  | Straßberg                                                                                       | wurde eingemeindet nach  | Plauen                  |
| 1. Januar 1999  | Trieb/Vogtl.                                                                                    | wurde eingemeindet nach  | Falkenstein/Vogtl.      |
| 1. Januar 1999  | Waldkirchen                                                                                     | wurde eingemeindet nach  | Lengenfeld              |
| 1. Januar 1999  | Wernitzgrün                                                                                     | wurde eingemeindet nach  | Erlbach                 |
| 1. Januar 2003  | Rebesgrün                                                                                       | wurde eingemeindet nach  | Auerbach/Vogtl.         |
| 1. Oktober 2009 | Hammerbrücke                                                                                    | Zusammenschluss zu       | Muldenhammer            |
| 1. Oktober 2009 | Morgenröthe-Rautenkranz                                                                         | Zusammenschluss zu       | Muldenhammer            |
| 1. Oktober 2009 | Tannenbergsthal                                                                                 | Zusammenschluss zu       | Muldenhammer            |
| 1. Januar 2011  | Burgstein                                                                                       | wurde eingemeindet nach  | Weischlitz              |
| 1. Januar 2011  | Leubnitz                                                                                        | Zusammenschluss zu       | Rosenbach/Vogtl         |
| 1. Januar 2011  | Mehltheuer                                                                                      | Zusammenschluss zu       | Rosenbach/Vogtl         |
| 1. Januar 2011  | Syrau                                                                                           | Zusammenschluss zu       | Rosenbach/Vogtl         |
| 1. Januar 2013  | Mühltroff                                                                                       | wurde eingegliedert nach | Pausa/Vogtl.            |
| 1. Januar 2013  | zugleich: Auflösung der Verwaltungsgemeinschaft Pausa; Umbenennung von Pausa zu Pausa-Mühltroff |                          |                         |
| 1. Januar 2013  | Zwota                                                                                           | wurde eingemeindet nach  | Klingenthal             |
| 1. Januar 2014  | Erlbach                                                                                         | wurde eingemeindet nach  | Markneukirchen          |
| 1. Januar 2014  | zugleich: Auflösung der Verwaltungsgemeinschaft Markneukirchen-Erlbach                          |                          |                         |
| 1. Januar 2016  | Mylau und Reichenbach im Vogtland                                                               | fusionieren zu           | Reichenbach im Vogtland |
| 1. Januar 2017  | Reuth                                                                                           | wurde eingemeindet nach  | Weischlitz              |